# Samuel Johnson (football, 1984)
Pour les articles homonymes, voir Samuel Johnson (homonymie) et Johnson.
Samuel Johnson est un footballeur guinéen né le 25 janvier 1984.
Il évolue habituellement comme milieu de terrain.

## Carrière
Samuel Johnson joue successivement dans les équipes suivantes : Baladiyyat El Mahallah, Ismaily SC, Tala'ea El Geish et Kazma Sporting Club.
Avec l'équipe de Guinée de football, il participe à la Coupe d'Afrique des nations 2008.